# Filuga

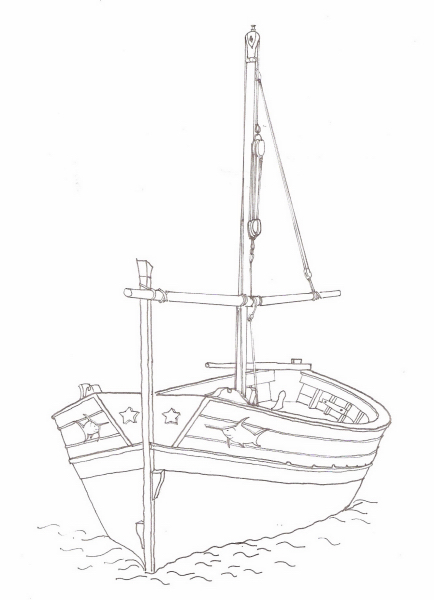
Filuga ponzese a vela latina del 1950 restaurata da Giovanni Hausmann

La filuga è un tipo di piccola imbarcazione da pesca delle isole pontine e per questo denominata "ponzese", di derivazione di quelle napoletane da cui però si differenzia per il profilo più squadrato e la murata più alta. 
Si caratterizza da un disegno molto stretto ed allungato per consentire una maggiore fluidità nell'acqua. Originariamente mossa da una o due coppie di remi manovrati alla "sensile", cioè in piedi sul lato del pozzetto con la faccia rivolta a prua con il remo in acqua sulla murata opposta. Successivamente mossa anche da una vela a tarchia o anche da una vela latina e solo negli anni più recenti motorizzata. 

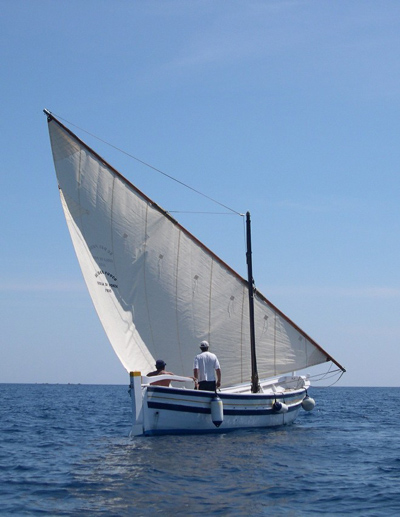
Filuga ponzese a vela latina del 1938 restaurata da Armando Raponi

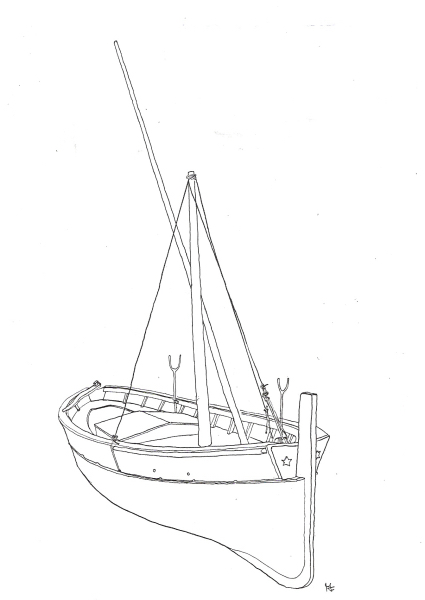
Filuga ponzese di 4 metri utilizzata per la pesca sottocosta

La filuga, costruita in solida quercia per la chiglia e pino marittimo per il fasciame, ha un profilo molto squadrato con il dritto di prua e quello di poppa quasi verticali. In particolare il dritto di prua è piuttosto rilevato ed ha funzioni di appoggio nelle fasi di lavorazione delle reti. 
La prua e la poppa, all'altezza della falchetta sono caratterizzate da un triangolo detto "schiocca" la cui funzione è quella di raccordare trasversalmente la falchetta con il dritto di prua in modo da ampliare la svasatura della falchetta stessa e dare più spazio alla coperta. Un'ulteriore caratteristica è quella di disporre all'esterno del dritto di prua di due gradini a zeppa per consentire la salita a prua direttamente dalla spiaggia senza l'aiuto di pontili a mare.
Il suo nome deriva dalla feluca araba, di cui ricorda il disegno del profilo e quello delle linee d'acqua a prua e a poppa. Il termine filuga nel dialetto veneziano è anche la distorsione per feluca.
Con questo tipo di imbarcazioni i pescatori ponzesi hanno navigato in tutto il Tirreno alla ricerca di fondali adatti alla pesca dell'aragosta (Sardegna, Sicilia, La Galitè in Tunisia, l'isola d'Elba). Nel XVIII secolo è menzionata nel Tirreno centrale Est.

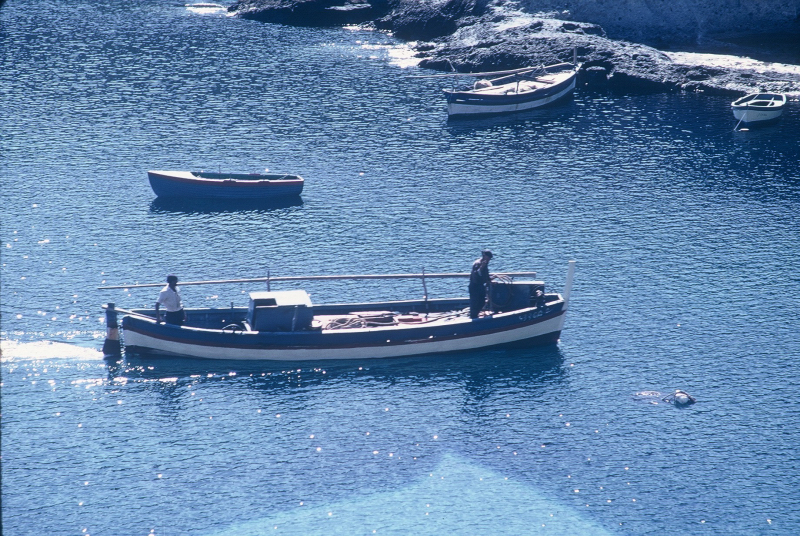
Filuga in manovra in porto